# عبد القادر الحلبي
عبد القادر الحلبي ممثل ومخرج عراقي.

## مشواره المهني
تخرج من المعهد  الفنون الجميلة بالموصل  عام 1988 انطلاقته كانت مطلع التسعينات في التلفزيون حيث جسد أدورا سلبية  تمتاز بالغدر والخيانة والخبث، ابتعد عن الساحة بعد عام 2003 ليعود بعدها في عام 2006 أخرج أعمالا في المسرح والأفلام الوثائقية

## أعماله
| سنة الإنتاج | اسم المسلسل             | الشخصية           |
| ----------- | ----------------------- | ----------------- |
| 2012        | القناص                  | الدكتور سمي       |
| 2012        | سليمة باشا              |                   |
| 2011        | أبو طبر                 |                   |
| 2011        | الهروب المستحيل         |                   |
| 2009        | الدهانة                 | كاكا ليث          |
| 2008        | عندما تسرق الأحلام      |                   |
| 2006        | سارة خاتون              | دريد              |
| 2004        | رهين المحبسين           |                   |
| 2001        | الإنصاف في مسائل الخلاف |                   |
| 2001        | مناوي باشا ج1           |                   |
| 2001        | الملاذ آمن              |                   |
| 1999        | من أيام العرب           | (جعفر)            |
| 1998        | قضية الدكتور سين        |                   |
| 1998        | أبو جعفر المنصور        | (جعفر)            |
| 1997        | حكاية المدن الثلاث      | عجل               |
| 1996        | ذئاب الليل ج2           |                   |
| 1996        | رجال الظل               | (سمير)            |
| 1984        | النعمان الأخير          | النعمان بن المنذر |

### في السينما
| سنة الإنتاج | الفيلم       | الشخصية |
| ----------- | ------------ | ------- |
| 2013        | أحلام اليقظة |         |